# Natal Sharks
I Natal Sharks sono una squadra sudafricana di rugby a 15 che compete annualmente alla Currie Cup. Fondata nel 1890, rappresenta la provincia di KwaZulu-Natal e disputa le gare interne al Kings Park Stadium di Durban.

## Storia
Nonostante i Natal Sharks siano una delle squadre sudafricane più vecchie, essendo fondati nel 1890, non hanno raccolto un gran numero di successi negli anni passati. Quattro vittorie in finale di Currie Cup risalgono agli anni 1990: nel 1990 sconfissero Northern Transvaal per 18-12, nel 1992 batterono il Transvaal 14-13, nel 1995 sconfissero la Western Province per 25-17 e l'anno successivo i Golden Lions per 33-15. In totale durante gli anni 1990 disputarono sei finali, mentre la prima storica finale disputata risale al 1956 (vittoria del Northern Transvaal per 9-8).
Dal 2010 al 2013 i Natal Sharks raggiunsero la finale per quattro anni consecutivi, vincendo il titolo in due occasioni (nel 2010 e nel 2013).

## Palmarès
- Currie Cup: 7
1990, 1992, 1995, 1996, 2008, 2010, 2013